# Vellozia bahiana
Vellozia bahiana är en enhjärtbladig växtart som beskrevs av Lyman Bradford Smith och Edward Solomon Ayensu. Vellozia bahiana ingår i släktet Vellozia och familjen Velloziaceae. Inga underarter finns listade.